# Eretmapodites
Genre
Les Eretmapodites sont des moustiques relevant de la sous-famille des Culicinae et de la tribu des Aedini. Ce genre rassemble 48 espèces uniquement présentes en région afrotropicale, y compris Madagascar et Comores. C'est le seul genre de moustique dont la zone de répartition est strictement restreinte à la région afrotropicale.

## Morphologie
Les adultes sont de taille plutôt grande (5,5 à 7 mm). Ils ont une coloration thoracique totalement ou partiellement jaunâtre et de grandes bandes métalliques argentées le long des tergites abdominaux noirs, très caractéristiques du genre. 
Leurs yeux sont nettement séparée, le proboscis est relativement long, les antennes atteignant seulement les deux tiers de sa longueur pour les deux sexes. Les femelles ont des antennes relativement plumeuses, comparativement aux autres genres proches. Le thorax est d'aspect jaunâtre avec des plaques d'écailles jaunes ou métalliques. Ils possèdent des soies postspiraculaires comme tous les Aedini.
Les génitalia mâles sont extrêmement complexes et constituent pour certaines espèces le seul critère morphologique distinctif.
Les nymphes ont une palette natatoire de petite taille au bord longuement frangé.
Les larves d’Eretmapodites sont par bien des aspects similaires à celles du sous genre Stegomyia (genre Aedes) mais elles en diffèrent par la présence sur le siphon d’un peigne formé au plus de 4 épines. Également, le peigne situé sur le segment abdominal VIII, est plutôt formé par un amas d’écailles qui ne sont pas disposées sur une ligne en demi-cercle comme chez la plupart des Stegomyia. Les antennes sont courtes, cylindriques et lisses. La soie 4-X (brosse ventrale)est peu développée.

## Biologie et importance médicale
Ce sont des espèces forestières se rencontrant dans les endroits ombragées comme les bananeraies ou cocoteraies où ils piquent les mammifères dont occasionnellement l'homme durant la journée ou au crépuscule. Ils piquent près du sol au niveau des genoux, dans les zones ombragées. Toutefois, ces moustiques ne pénètrent pas dans les habitations.
Les larves se développent dans divers gites de petite contenance comme les feuilles de bananiers à terre, les aisselles de feuilles (bananier et autres), les coquilles d'escargot, les écales de fruits, les bambous et petits récipients artificiels mais rarement dans les trous d'arbre. Les larves de certaines espèces peuvent être prédatrices de larves de moustiques ou autres diptères, de nématodes. C'est la cas de Er. dracaenae prédateur des larves de Aedes simpsoni dans les bananeraies centrafricaines (Pajot, 1975).
Des arbovirus, dont celui de la fièvre de la vallée du Rift (Smithburn et al, 1948) du Chikungunya (Gilotra & Shah, 1967) ou de la fièvre jaune (Haddow, 1946) ont été retrouvées sur certaines espèces et Er. chrysogaster est capable en laboratoire de transmettre le virus de la fièvre jaune.

## Liste des espèces
Haddow (1946) sur la base de l'ornementation des genitalia des mâles, répartie les espèces en divers groupes : Chrysogaster, Inornatus, Oedipodeos, Leucopous, Plioleucous et Quinquevittatus.
Entre parenthèses : les stades connus M=mâle, F=femelle, N=nymphe, L=larve ainsi que leur répartition.
Groupe Chrysogaster
- Eretmapodites brottesi Rickenbach, 1967 (Cameroun)
- Eretmapodites chrysogaster Graham, 1909 (L) (Angola, Cameroun, République centrafricaine, République démocratique du Congo, Côte d'Ivoire, Éthiopie, Gabon, Ghana, Kenya, Nigeria, Ouganda, Sao Tomé-et-Principe, Sénégal, Sierra Leone, Zambie)

- Eretmapodites gilletti van Someren, 1949
- Eretmapodites grahami Edwards, 1911  (L) (Angola, Cameroun, Ghana, Nigeria, Ouganda, République démocratique du Congo, Sierra Leone)
- Eretmapodites haddowi van Someren, 1949  (Cameroun, Ouganda)
- Eretmapodites harperi van Someren, 1949  (Cameroun, Ouganda, République démocratique du Congo)
- Eretmapodites intermedius Edwards, 1936 (L)
- Eretmapodites mahaffyi van Someren, 1949 (Cameroun, Ouganda, République démocratique du Congo)
- Eretmapodites mattinglyi Hamon & van Someren, 1961
- Eretmapodites pauliani Grjebine, 1950 (MNL)
- Eretmapodites subsimplicipes Edwards, 1914  (L)
- Eretmapodites semisimplicipes Edwards, 1914  (L)
- Eretmapodites vansomereni Hamon, 1962 (Ouganda)

Groupe Inornatus
- Eretmapodites argyrurus Edwards, 1936  (L) (Cameroun, Nigeria)
- Eretmapodites forcipulatus Edwards, 1936 (L)
- Eretmapodites inornatus Newstead, 1907  (L)
- Eretmapodites melanopous Graham, 1909
- Eretmapodites penicillatus Edwards, 1941  (L)

Groupe Oedipodeos
- Eretmapodites adami Ferrara & Eouzan, 1974
- Eretmapodites angolensis da Cunha Ramos & Ribeiro, 1992 (M) (Angola)
- Eretmapodites caillardi Rickenbach, Ferrara & Eouzan, 1968
- Eretmapodites dundo da Cunha Ramos & Ribeiro, 1992  (M) (Angola)
- Eretmapodites eouzani Rickenbach & Lombrici, 1974
- Eretmapodites grenieri Hamon & van Someren, 1961
- Eretmapodites hamoni Grjebine, 1972
- Eretmapodites marcellei Adam & Hamon, 1959
- Eretmapodites oedipodeios Graham, 1909 (L)
- Eretmapodites parvipluma Edwards, 1941
- Eretmapodites rickenbachi Ferrara & Eouzan, 1974
- Eretmapodites salauni Rickenbach, Ferrara & Eouzan, 1968
- Eretmapodites wansoni Edwards, 1941  (M)
  - sous espèce : Er. wansoni douceti Adam & Hamon, 1959

Groupe Quinquevittatus
- Eretmapodites corbeti Hamon, 1962 (Ouganda)
- Eretmapodites dracaenae Edwards, 1916 (L) (Bénin, Cameroun, Éthiopie, Ghana, Mali, Nigeria, Ouganda, Sierra Leone)
- Eretmapodites hightoni van Someren, 1947  (L) (Kenya)
- Eretmapodites quinquevittatus Theobald, 1901  (MFNL) (largement répandue en région afrotropicale, Madagascar et Comores)

Groupe Plioleucus
- Eretmapodites ferrarai Rickenbach & Eouzan, 1970
- Eretmapodites germaini Rickenbach & Eouzan, 1970
- Eretmapodites lacani Rickenbach & Eouzan, 1970
- Eretmapodites plioleucus Edwards, 1941
  - sous espèce : Er. plioleucus brevis Edwards, 1941
- Eretmapodites ravissei Rickenbach & Eouzan, 1970
- Eretmapodites tendeiroi da Cunha Ramos, Ribeiro & Machado, 1992

Groupe Leucopous
- Eretmapodites brenguesi Rickenbach & Lombrici, 1975
- Eretmapodites jani Rickenbach & Lombrici, 1975   (M)
- Eretmapodites leucopous Graham, 1909  (L)
- Eretmapodites mortiauxi da Cunha Ramos & Ribeiro, 1990
- Eretmapodites productus Edwards, 1941

Non groupés
- Eretmapodites silvestris Ingram & de Meillon, 1927  (L)
  - sous espèce : Er. silvestris conchobius Edwards, 1941
- Eretmapodites tonsus Edwards, 1941   (MFNL)